# قائمة القطاعات الحكومية السعودية
تشتمل هذه القائمة على مكونات الحكومة السعودية بمختلف قطاعاتها، سواء كانت وزارات أو هيئات أو مؤسسات عامة أو وكالات أو غيرها من الإدارات:

## وزارات
يبلغ عدد الوزارات في حكومة المملكة العربية السعودية 24 وزارة (كما في 25 فبراير 2020م).
| اسم الوزارة                               | التخصص والمجال                        | سنة التأسيس    | المقر الرئيسي | فروع       | الوزير                             | موقع إلكتروني                                                   | ملاحظات |
| ----------------------------------------- | ------------------------------------- | -------------- | ------------- | ---------- | ---------------------------------- | --------------------------------------------------------------- | ------- |
| وزارة الإعلام                             | الإعلام                               | 1374 هـ        | الرياض        | عدة مدن    | ماجد القصبي (مكلف)                 | الموقع الرسمي                                                   |         |
| وزارة الاتصالات وتقنية المعلومات          | جميع وسائل الاتصالات                  | 1345 هـ        | الرياض        | عدة مدن    | عبد الله السواحه                   | الموقع الرسمي                                                   |         |
| وزارة الاقتصاد والتخطيط                   | توزيع الموارد وتوجيهها                | 1390 هـ        | الرياض        | عدة مدن    | محمد بن عبدالله الجدعان            | الموقع الرسمي نسخة محفوظة 17 فبراير 2009 على موقع واي باك مشين. |         |
| وزارة البيئة والمياه والزراعة             | شؤون البيئة والمياه والزراعة          | 1367 هـ        | الرياض        | عدة مدن    | عبد الرحمن الفضلي                  | الموقع الرسمي                                                   |         |
| وزارة التجارة                             | التجارة                               | 1373 هـ        | الرياض        | عدة مدن    | ماجد القصبي                        | الموقع الرسمي                                                   |         |
| وزارة التعليم                             | التعليم                               | 1373 هـ        | الرياض        | عدة مدن    | يوسف البنيان                       | الموقع الرسمي                                                   |         |
| وزارة الثقافة                             | الثقافة                               | 1439 هـ        | الرياض        | عدة مدن    | الأمير بدر بن عبد الله الفرحان     | الموقع الرسمي                                                   |         |
| وزارة الحج والعمرة                        | شؤون الحج والعمرة                     | 1365 هـ        | الرياض        | عدة مدن    | الدكتور توفيق الربيعة              | الموقع الرسمي                                                   |         |
| وزارة الحرس الوطني                        | المحافظة على الامن والاستقرار الداخلي | 1368 هـ        | الرياض        | عدة مدن    | الأمير عبد الله بن بندر            | الموقع الرسمي                                                   |         |
| وزارة الخارجية                            | الشؤون الخارجية                       | 1349 هـ        | الرياض        | عدة مدن    | الأمير فيصل بن فرحان آل سعود       | الموقع الرسمي                                                   |         |
| وزارة الداخلية                            | الشؤون الداخلية                       | 1344 هـ        | الرياض        | جميع المدن | الأمير عبد العزيز بن سعود          | الموقع الرسمي                                                   |         |
| وزارة الدفاع                              | الشؤون العسكرية                       | 1353 هـ        | الرياض        | عدة مدن    | الأمير خالد بن سلمان آل سعود       | الموقع الرسمي                                                   |         |
| وزارة الشؤون الإسلامية والدعوة والإرشاد   | الشؤون الاسلامية                      | 1414 هـ        | الرياض        | عدة مدن    | عبد اللطيف آل الشيخ                | الموقع الرسمي                                                   |         |
| وزارة البلديات والإسكان                   | التخطيط العمراني                      | 1395 هـ        | الرياض        | عدة مدن    | ماجد بن عبد الله الحقيل            | الموقع الرسمي                                                   |         |
| وزارة الصحة                               | الصحة                                 | 1370 هـ        | الرياض        | عدة مدن    | فهد الجلاجل                        | الموقع الرسمي                                                   |         |
| وزارة الطاقة                              | الشؤون البترولية                      | 1380 هـ        | الرياض        | عدة مدن    | الأمير عبد العزيز بن سلمان آل سعود | الموقع الرسمي                                                   |         |
| وزارة الصناعة والثروة المعدنية            | شؤون التعدين والصناعة                 | 30 أغسطس 2019  | الرياض        | عدة مدن    | بندر الخريف                        | الموقع الرسمي                                                   |         |
| وزارة العدل                               | القضاء                                | 1344 هـ        | الرياض        | عدة مدن    | الدكتور وليد الصمعاني              | الموقع الرسمي                                                   |         |
| وزارة الموارد البشرية والتنمية الاجتماعية | شؤون العمل والعاملين                  | 1380 هـ        | الرياض        | عدة مدن    | أحمد بن سليمان الراجحي             | الموقع الرسمي                                                   |         |
| وزارة المالية                             | المالية                               | 1351 هـ        | الرياض        | عدة مدن    | محمد بن عبد الله الجدعان           | الموقع الرسمي                                                   |         |
| وزارة النقل والخدمات اللوجستية            | النقل                                 | 1372 هـ        | الرياض        | عدة مدن    | صالح الجاسر                        | الموقع الرسمي                                                   |         |
| وزارة الرياضة                             | الرياضة                               | 25 فبراير 2020 | الرياض        | عدة مدن    | الأمير عبد العزيز بن تركي بن فيصل  | الموقع الرسمي                                                   |         |
| وزارة الاستثمار                           | الاستثمار                             | 25 فبراير 2020 | الرياض        | عدة مدن    | خالد الفالح                        | الموقع الرسمي                                                   |         |
| وزارة السياحة                             | السياحة                               | 25 فبراير 2020 | الرياض        | عدة مدن    | أحمد الخطيب                        | الموقع الرسمي                                                   |         |

### وزارات سعودية سابقة
كانت هناك وزارات حكومية سابقة ألغيت و/أو دمجت أعمالها مع وزارات أخرى
| اسم الوزارة                                      | سبب التوقف     | سنة التأسيس   | سنة التوقف     | آخر وزير                          | حلت محلها وزارة                           | أول وزير                                                        | مصادر |
| ------------------------------------------------ | -------------- | ------------- | -------------- | --------------------------------- | ----------------------------------------- | --------------------------------------------------------------- | ----- |
| وزارة التربية والتعليم وزارة التعليم العالي      | دمج وتعديل اسم | 1373هـ 1395هـ |                | حمد بن محمد آل الشيخ              | وزارة التعليم                             | الملك فهد بن عبد العزيز آل سعود حسن بن عبد الله بن حسن آل الشيخ | [ 1 ] |
| وزارة التجارة والصناعة                           | تعديل اسم      | 1373هـ        | 7 مايو 2016    | توفيق الربيعة                     | وزارة التجارة                             | ماجد القصبي                                                     | [ 1 ] |
| وزارة البترول والثروة المعدنية                   | تعديل اسم      | 1380هـ        | 7 مايو 2016    | علي النعيمي                       | وزارة الطاقة والصناعة والثروة المعدنية    | خالد الفالح                                                     | [ 1 ] |
| وزارة الزراعة                                    | تعديل اسم      | 1367هـ        | 7 مايو 2016    | عبد الرحمن الفضلي                 | وزارة البيئة والمياه والزراعة             | الأمير سلطان بن عبد العزيز آل سعود                              | [ 1 ] |
| وزارة الشؤون الإسلامية والأوقاف والدعوة والإرشاد | تعديل اسم      | 1414هـ        | 7 مايو 2016    | عبد اللطيف بن عبد العزيز آل الشيخ | وزارة الشؤون الإسلامية والدعوة والإرشاد   | عبد الله بن عبد المحسن التركي                                   | [ 1 ] |
| وزارة الحج                                       | تعديل اسم      | 1365هـ        | 7 مايو 2016    | بندر حجار                         | وزارة الحج والعمرة                        |                                                                 | [ 1 ] |
| وزارة العمل وزارة الشؤون الاجتماعية              | دمج وتعديل اسم | 1380هـ        | 7 مايو 2016    | أحمد بن سليمان الراجحي            | وزارة العمل والتنمية الاجتماعية           | الأمير فيصل بن تركي الأول بن عبد العزيز آل سعود                 | [ 1 ] |
| الرئاسة العامة للأرصاد وحماية البيئة             | تعديل اسم      | 1370هـ        | 7 مايو 2016    |                                   | الهيئة العامة للأرصاد وحماية البيئة       |                                                                 | [ 1 ] |
| وزارة الخدمة المدنية                             | ضم             | 1420هـ        | 25 فبراير 2020 | سليمان الحمدان                    | وزارة الموارد البشرية والتنمية الاجتماعية | محمد بن علي الفايز                                              |       |
| وزارة الإسكان                                    | دمج            | 1432هـ        |                | ماجد بن عبد الله الحقيل           | وزارة الشؤون البلدية والقروية والإسكان    | شويش بن سعود الضويحي                                            |       |

## هيئات حكومية سعودية
| اسم الهيئة                                       | هيئة البيانات والذكاء الاصطناعي | التخصص والمجال                                 | سنة التأسيس | المقر الرئيسي                  | فروع                                       | المسؤول الحالي                          | موقع إلكتروني                                                   | ملاحظات |
| ------------------------------------------------ | ------------------------------- | ---------------------------------------------- | ----------- | ------------------------------ | ------------------------------------------ | --------------------------------------- | --------------------------------------------------------------- | ------- |
| المركز الوطني لتنمية الحياة الفطرية              |                                 | الحياة الفطرية                                 | 1986م       | الرياض                         | الرياض                                     | د. محمد علي قربان                       | الموقع الرسمي نسخة محفوظة 3 يونيو 2015 at Archive.is            |         |
| الهيئة العامة للأرصاد وحماية البيئة              |                                 | الارصاد والبيئة                                | 1950م       | جدة                            | سبعة فروع موزعة على مناطق المملكة          | أيمن بن سالم غلام                       | الموقع الرسمي                                                   |         |
| هيئة الأمر بالمعروف والنهي عن المنكر             |                                 | الشريعة الإسلامية                              | 1940م       | الرياض                         | الرياض                                     | عبدالرحمن السند                         | الموقع الرسمي                                                   |         |
| الهيئة السعودية للتخصصات الصحية                  |                                 | تراخيص ممارسة صحية                             | 1992م       | الرياض                         | خمسة فروع حول مناطق المملكة                | أوس بن إبراهيم الشمسان                  | الموقع الرسمي                                                   |         |
| الهيئة السعودية للفضاء                           |                                 | النشاط الفضائي                                 | 2018م       | الرياض                         | الرياض                                     | عبد الله السواحه                        | الموقع الرئيسي                                                  |         |
| الهيئة السعودية للمدن الصناعية ومناطق التقنية    |                                 | تطوير الأراضي الصناعية                         | 2001م       | الرياض                         | الرياض                                     | بندر الخريف                             | الموقع الرئيسي                                                  |         |
| الهيئة السعودية للملكية الفكرية                  |                                 | حماية الملكية الفكرية                          | 2017م       | الرياض                         | الرياض                                     | محمد بن عبد الملك آل الشيخ              | الموقع الرئيسي                                                  |         |
| الهيئة السعودية للمواصفات والمقاييس والجودة      |                                 | حماية المستهلك                                 | 1972م       | الرياض                         | ستة فروع حول مناطق المملكة                 | سعد بن عثمان القصبي                     | الموقع الرئيسي                                                  |         |
| الهيئة العامة السعودية لعقارات الدولة            |                                 | عقاري إقتصادي                                  | 2018م       | الرياض                         | الرياض                                     | محمد الجدعان                            | الموقع الرسمي                                                   |         |
| الهيئة العامة للإحصاء                            |                                 | الاقتصاد والتخطيط                              | 2015م       | الرياض                         | الرياض                                     | كونراد بيسيندورفر                       | الموقع الرسمي                                                   |         |
| الهيئة العامة للإعلام المرئي والمسموع            |                                 | الإعلام                                        | 2012م       | الرياض                         | الرياض- مكة المكرمة- جدة- الطائف           | إسراء منصور عسيري                       | الموقع الرئيسي                                                  |         |
| الهيئة العامة للترفيه                            |                                 | الترفيه                                        | 2016م       | الرياض                         | الرياض                                     | تركي بن عبد المحسن آل الشيخ             | الموقع الرئيسي                                                  |         |
| الهيئة العامة للطيران المدني                     |                                 | النقل والخدمات اللوجستية                       | 1934م       | الرياض                         | الرياض                                     | عبدالعزيز بن عبدالله الدعيلج            | الموقع الرسمي                                                   |         |
| الهيئة العامة للعقار                             |                                 | عقارات غير حكومية                              | 2017م       | الرياض                         | الرياض                                     | ماجد الحقيل                             | الموقع الرسمي                                                   |         |
| الهيئة العامة للغذاء والدواء                     |                                 | سلامة الغذاء والدواء                           | 2004م       | الرياض                         | الرياض                                     | فهد الجلاج                              | الموقع الرسمي                                                   |         |
| الهيئة العامة للمنشآت الصغيرة والمتوسطة          |                                 | إقتصادي                                        | 2016م       | الرياض                         | الرياض                                     | صالح بن إبراهيم الرشيد                  | الموقع الرسمي                                                   |         |
| الهيئة العامة للولاية على القاصرين ومن في حكمهم  |                                 | حفظ الأموال                                    | 2006        | الرياض                         | الرياض                                     | محمد بن عبد الله العقلا                 | الموقع الرسمي                                                   |         |
| الهيئة العليا للأمن الصناعي                      |                                 | المرافق البترولية والصناعية                    | 1977م       |                                | جدة- ينبع الصناعية- جيزان- الجبيل الصناعية | الأمير محمد بن سلمان آل سعود            | الموقع الرسمي                                                   |         |
| الهيئة الملكية لمكة المكرمة والمشاعر المقدسة     |                                 | خدمة الحجاج والمعتمرين                         | 2018م       | مكة المكرمة                    | مكة المكرمة                                | الأمير محمد بن سلمان آل سعود            | الموقع الرسمي                                                   |         |
| الهيئة الوطنية لمكافحة الفساد                    |                                 | مكافحة الفساد                                  | 2011م       | الرياض                         | الرياض                                     | مازن بن إبراهيم بن محمد الكهموس         | الموقع الرسمي                                                   |         |
| هيئة إدارة القوات البرية                         |                                 | الجيش السعودي                                  |             | الرياض                         | الرياض                                     | فهد بن عبدالله المطير                   | الموقع الرسمي نسخة محفوظة 19 أكتوبر 2001 على موقع واي باك مشين. |         |
| الهيئة السعودية للمراجعين والمحاسبين             |                                 | المحاسبة                                       | 1992م       | الرياض                         | الرياض                                     | ماجد بن عبدالله القصبي                  | الموقع الرسمي                                                   |         |
| هيئة الاتصالات وتقنية المعلومات                  |                                 | البريد والإتصالات وتقنية المعلومات             | 2001م       | الرياض                         | الرياض                                     | محمد بن سعود التميمي                    | الموقع الرسمي                                                   |         |
| هيئة البيعة السعودية                             |                                 | العائلة المالكة                                | 2006م       | الرياض                         | الرياض                                     | مشعل بن عبد العزيز آل سعود              |                                                                 |         |
| هيئة الخبراء بمجلس الوزراء                       |                                 | سياسي                                          | 1954م       | الرياض                         | الرياض                                     | محمد بن سليمان العجاجي                  | الموقع الرسمي                                                   |         |
| هيئة الرقابة والتحقيق                            |                                 | مكافحة الفساد                                  | 2019م       | الرياض                         | الرياض                                     | مازن بن إبراهيم بن محمد الكهموس         | الموقع الرسمي                                                   |         |
| هيئة السوق المالية                               |                                 | إقتصادي                                        | 2003م       | الرياض                         | الرياض                                     | محمد بن عبد الله القويز                 | الموقع الرسمي                                                   |         |
| هيئة المحتوى المحلي والمشتريات الحكومية السعودية |                                 | إقتصادي                                        | 2018        | الرياض                         | الرياض                                     | بندر الخريف                             | الموقع الرسمي                                                   |         |
| هيئة المدن والمناطق الاقتصادية الخاصة            |                                 | إقتصادي                                        | 2010م       | مدينة الملك عبدالله الإقتصادية | مدينة الملك عبدالله الإقتصادية             | خالد الفالح                             | الموقع الرسمي                                                   |         |
| هيئة المساحة الجيولوجية السعودية                 |                                 | إقليم السعودية                                 | 1999م       | جدة                            | الرياض                                     | بندر بن إبراهيم الخريف                  | الموقع الرسمي                                                   |         |
| الهيئة العامة للمعارض والمؤتمرات                 |                                 | المعارض والمؤتمرات                             | 2018م       | الرياض                         | الرياض                                     | فهد بن عبدالمحسن الرشيد                 | الموقع الرسمي                                                   |         |
| الهيئة الملكية لمدينة الرياض                     |                                 | اقتصادية، واجتماعية، وثقافية، وعمرانية، وبيئية | 1974م       | الرياض                         | الرياض                                     | الأمير محمد بن سلمان آل سعود            | الموقع الرسمي                                                   |         |
| هيئة تقويم التعليم والتدريب                      |                                 | التعليم                                        | 2013م       | الرياض                         | الرياض                                     | خالد بن عبد الله السبتي                 | الموقع الرسمي                                                   |         |
| هيئة تنظيم المياه والكهرباء                      |                                 | الكهرباء والماء                                | 2001م       | الرياض                         | الرياض                                     | الأمير عبدالعزيز بن سلمان بن عبدالعزيز  | الموقع الرسمي                                                   |         |
| هيئة تنمية الصادرات السعودية                     |                                 | إقتصادي                                        | 2013م       | الرياض                         | الرياض                                     | بندر بن إبراهيم الخريف                  | الموقع الرسمي                                                   |         |
| هيئة حقوق الإنسان السعودية                       |                                 | لحماية حقوق الإنسان                            | 2005م       | الرياض                         | الرياض                                     | عواد بن صالح العواد                     | الموقع الرسمي                                                   |         |
| الهيئة الملكية للجبيل وينبع                      |                                 | عمراني إقتصادي                                 | 1975م       | الرياض                         | ينبع الصناعية                              | أحمد بن زيد آل حسين                     | الموقع الرسمي                                                   |         |
| الهيئة الملكية لمحافظة العلا                     |                                 | السياحة                                        | 2017م       | الرياض                         |                                            | الأمير محمد بن سلمان آل سعود            | الموقع الرسمي                                                   |         |
| هيئة دوري المحترفين السعودي                      |                                 | الرياضة                                        | 2008م       | الرياض                         | الرياض                                     | عبد العزيز الحميدي                      | الموقع الرسمي                                                   |         |
| هيئة عمليات القوات البرية                        |                                 | الجيش السعودي                                  |             | الرياض                         | الرياض                                     | فهد بن عبدالله المطير                   | الموقع الرسمي نسخة محفوظة 19 أكتوبر 2001 على موقع واي باك مشين. |         |
| هيئة كبار العلماء السعودية                       |                                 | البحوث والفتاوي                                | 1971م       | جميع مناطق المملكة             | جميع مناطق المملكة                         | عبد العزيز بن عبد الله بن محمد آل الشيخ | الموقع الرسمي                                                   |         |
| الهيئة السعودية للمهندسين                        |                                 | هندسي إقتصادي                                  | 2002م       | الرياض                         | جدة- الدمام                                | ماجد بن هندي بن شجاع العتيبي            | الموقع الرسمي                                                   |         |
| الهيئة العامة لحي السفارات                       |                                 | ادارة حي السفارات                              | 2019 م      | الرياض                         |                                            | د. فهد بن مشيط                          | الموقع الرسمي                                                   |         |

### هيئات حكومية سعودية سابقة
| اسم الهيئة                                    | التخصص والمجال | سنة التأسيس | حل محلها      | سنة التحويل | آخر مسؤول                  | موقع إلكتروني | ملاحظات |
| --------------------------------------------- | -------------- | ----------- | ------------- | ----------- | -------------------------- | ------------- | ------- |
| الهيئة العامة للرياضة                         | الرياضة        | 1974م       | وزارة الرياضة | 2020        | عبد العزيز بن تركي آل سعود | الموقع الرسمي |         |
| الهيئة العامة للسياحة والتراث الوطني السعودية | السياحة        | 2000م       | وزارة السياحة | 2020        | أحمد بن عقيل الخطيب        | الموقع الرسمي |         |
|                                               |                |             |               |             |                            |               |         |

## شركات مملوكة بالكامل من قبل الدولة السعودية
شركات ومؤسسات مملوكة بالكامل من قبل الدولة السعودية
| اسم                                       | التخصص والمجال                                                                                   | سنة التأسيس | المقر الرئيسي                          | فروع | الرئيس                                   | موقع إلكتروني                                                                         | ملاحظات |
| ----------------------------------------- | ------------------------------------------------------------------------------------------------ | ----------- | -------------------------------------- | --- | ---------------------------------------- | ------------------------------------------------------------------------------------- | ------- |
| أرامكو السعودية                           | التنقيب عن النفط الخام والإنتاج والتصنيع والتسويق والشحن                                         | 1933م       | الظهران                                | | ياسر بن عثمان الرميان                    | أرامكو السعودية                                                                       | -       |
| السعودية البيرق                           | الطيران                                                                                          | 2016م       | الرياض، وجدة                           | الرياض، وجدة | صالح الجاسر                              | طيران السعودية الخاص                                                                  | -       |
| السعودية للتكرير                          |                                                                                                  |             |                                        | |                                          |                                                                                       | -       |
| السعودية لهندسة وصناعة الطيران            | خدمات صيانة الطائرات                                                                             | 1945م       | مطار الملك عبد العزيز،جده              | مطار الملك خالد الدولي بالرياض، ومطار الأمير محمد بن عبد العزيز الدولي بالمدينة المنورة، ومطار الملك فهد الدولي بالدمام. |                                          | شركة الخطوط السعودية لهندسة وصناعة الطيران                                            | -       |
| السوق المالية السعودية                    | سوق المالية                                                                                      | 2007م       | الرياض                                 | | خالد عبدالله الحصان                      | تداول                                                                                 | -       |
| الشركة السعودية لتهيئة وصيانة الطائرات    | صيانة وإصلاح الطائرات                                                                            | 2015م       | الرياض                                 | | منير بخش                                 | الشركة السعودية لتهيئة وصيانة الطائرات                                                | -       |
| الشركة السعودية للإلكترونيات الدفاعية     | الدفاع والأمن                                                                                    | 2017م       | مدينة الملك عبد العزيز للعلوم والتقنية | | سلطان بن خالد المورقي                    |                                                                                       | -       |
| الشركة السعودية للتنمية والاستثمار التقني | نقل التقنية، الاستثمار في التقنية                                                                | 2011م       | الرياض                                 | | الأمير تركي بن سعود آل سعود              |                                                                                       | -       |
| الشركة السعودية للخطوط الحديدية           | الخطوط الحديدية                                                                                  | 2006م       | الرياض                                 | |                                          | الشركة السعودية للخطوط الحديدية                                                       | -       |
| الشركة السعودية للصناعات العسكرية         | الصناعات العسكرية                                                                                | 2017م       | الرياض                                 | | أحمد الخطيب                              | الشركة السعودية للصناعات العسكرية                                                     | -       |
| الشركة الكيميائية السعودية                | صناعة المتفجرات المدنية والعسكرية                                                                | 1972م       | الرياض                                 | | احمد بن خالد آل سعود                     | الشركة الكيميائية السعودية                                                            | -       |
| الشركة الوطنية السعودية للنقل البحري      | نقل النفط والبتروكيماويات، وشحن عام وخدمات الحاويات، وتأجير السفن، وإصلاح الحاويات، وإدارة السفن | 1979م       | جدة                                    | | عبدالله الدبيخي                          | الشركة الوطنية السعودية للنقل البحري                                                  | -       |
| المؤسسة العامة لتحلية المياه المالحة      | تحلية مياه البحر                                                                                 | 1974م       | الرياض                                 | | عبد الله بن إبراهيم العبد الكريم         | المؤسسة العامة لتحلية المياه المالحة نسخة محفوظة 10 أبريل 2023 على موقع واي باك مشين. | -       |
| المؤسسة العامة للصناعات العسكرية          | صناعة الأسلحة                                                                                    | 1949م       | الرياض                                 | الخرج | الأميرمحمد بن سلمان بن عبدالعزيز آل سعود | المؤسسة العامة للصناعات العسكرية نسخة محفوظة 8 نوفمبر 2019 على موقع واي باك مشين.     | -       |
| الخطوط السعودية                           | النقل الجوي                                                                                      | 1945م       | جدة                                    | جميع مطارات المملكة العربية السعودية                                                                                     | صالح بن ناصر الجاسر                      | الخطوط السعودية                                                                       | -       |
| طيران أديل                                | النقل الجوي                                                                                      | 2016م       | جدة                                    | | صالح بن ناصر الجاسر                      | طيران أديل                                                                            | -       |
| شركة التعدين العربية السعودية             | تطوير وإنتاج المعادن، وتشغيل المناجم                                                             | 1997م       | الرياض                                 | | ياسر الرميان                             | شركة التعدين العربية السعودية                                                         |         |
| شركة الخطوط السعودية لتنمية وتطوير العقار | التطوير العقاري                                                                                  |             | جدة                                    | |                                          | شركة الخطوط السعودية لتنمية وتطوير العقار                                             |         |
| شركة الخطوط السعودية للخدمات الطبية       | تقدم العلاج الشامل لجميع منسوبي الخطوط السعودية                                                  | 1970م       | جدة                                    | الرياض، الظهران، المدينة المنورة                                                                                         |                                          | شركة الخطوط السعودية للخدمات الطبية                                                   |         |

## شركات مملوكة جزئيا من قبل الدولة السعودية
شركات ومؤسسات مملوكة جزئيا من قبل الدولة السعودية
| اسم                                 | التخصص والمجال                                                   | سنة التأسيس | المقر الرئيسي | فروع                                                                                               | المسؤول الحالي                 | موقع إلكتروني                                      | ملاحظات                                                                                     |
| ----------------------------------- | ---------------------------------------------------------------- | ----------- | ------------- | -------------------------------------------------------------------------------------------------- | ------------------------------ | -------------------------------------------------- | ------------------------------------------------------------------------------------------- |
| البنك الأهلي السعودي                | الخدمات المالية والمصرفية                                        | 1953م       | الرياض        | جميع مناطق المملكة العربية السعودية                                                                | عمار الخضيري                   | البنك الأهلي السعودي- الموقع الرسمي                |                                                                                             |
| بنك الخليج الدولي                   | الخدمات المالية والمصرفية                                        | 1975م       | البحرين       | البحرين، السعودية، المملكة المتحدة، الإمارات العربية المتحدة، لبنان، الولايات المتحدة، ومناطق أخرى | عبدالعزيز بن عبدالرحمن الحليسي | بنك الخليج الدولي- الموقع الرسمي                   |                                                                                             |
| سابك                                | البتروكيماويات والكيماويات والمبلمرات الصناعية والأسمدة والمعادن | 1977م       | الرياض        | | خالد الدباغ                    | سابك- الموقع الرسمي                                |                                                                                             |
| بنك الرياض                          | الخدمات المالية والمصرفية                                        | 1957م       | الرياض        | جميع مناطق المملكة العربية السعودية                                                                | عبدالله العيسى                 | بنك الرياض- الموقع الرسمي                          |                                                                                             |
| دسر (شركة)                          | إستثمارات صناعية                                                 | 2014م       | الرياض        | | رائد بن ناصر الريس             | دسر (شركة)- الموقع الرسمي                          |                                                                                             |
| شركة الخزف السعودي                  | الصناعة، التصدير، التجزئة، الجملة                                | 1977م       | الرياض        | | يوسف صالح منصور اباالخيل       | شركة الخزف السعودي- الموقع الرسمي                  |                                                                                             |
| شركة الخطوط السعودية للتموين        | التموين في مجال المواد الغذائية والمشروبات                       | 1981م       | جدة           | | وجدي بن محمد الغبان            | شركة الخطوط السعودية للتموين- الموقع الرسمي        |                                                                                             |
| شركة الخطوط السعودية للشحن المحدودة | شحن جوي، خدمات الشحن                                             |             | جدة           | |                                | شركة الخطوط السعودية للشحن المحدودة- الموقغ الرسمي | مناطق الخدمة: آسيا، أفريقيا، أوروبا، الولايات المتحدة                                       |
| مجموعة سامبا المالية                | الخدمات المالية والمصرفية                                        | 1980م       | الرياض        | |                                |                                                    | 11 أكتوبر 2020 تم إعلان إتفاقية إندماج ملزمة بين مجموعة سامبا المالية والبنك الأهلي السعودي |
| الشركة السعودية للكهرباء            | إنتاج ونقل وتوزيع الكهرباء                                       | 2000        | الرياض        | جميع مناطق المملكة العربية السعودية                                                                | خالد بن حمد القنون             | الشركة السعودية للكهرباء- الموقع الرسمي            |                                                                                             |
| الشركة السعودية للخدمات الأرضية     | مجال المناولة الأرضية                                            | 2008م       | جدة           | جميع المطارات التجارية في المملكة العربية السعودية                                                 | خالد بن قاسم البوعينين         | الشركة السعودية للخدمات الأرضية- الموقع الرسمي     |                                                                                             |

## مدن اقتصادية سعودية
مدن اقتصادية مملوكة من قبل الدولة السعودية
| اسم                                         | التخصص والمجال         | سنة التأسيس | المقر الرئيسي             | فروع | المسؤول الحالي                                | موقع إلكتروني                                                 | ملاحظات |
| ------------------------------------------- | ---------------------- | ----------- | ------------------------- | ---- | --------------------------------------------- | ------------------------------------------------------------- | ------- |
| الجبيل2                                     | الصناعات البتروكيماوية | 2004م       | الجبيل                    |      | الهيئة الملكية للجبيل وينبع                   |                                                               |         |
| رأس الخير                                   | ميناء بحري             |             | شرق مدينة الجبيل الصناعية |      | الهيئة الملكية للجبيل وينبع                   |                                                               |         |
| مدينة الأمير عبد العزيز بن مساعد الاقتصادية |                        | 2006م       | منطقة حائل                |      |                                               |                                                               |         |
| مدينة الجبيل الصناعية                       | الصناعات البتروكيماوية | 1975م       | المنطقة الشرقية           |      | الأمير سعود بن نايف بن عبدالعزيز              | الموقع الرسمي                                                 |         |
| مدينة المعرفة الاقتصادية                    | التطوير العقاري        | 2009م       | المدينة المنورة           |      | الأمير بندر بن سلمان بن محمد آل سعود          | الموقع الرسمي                                                 |         |
| مدينة الملك عبد الله الاقتصادية             | التطوير العقاري        | 2005م       | منطقة مكة المكرمة         |      | محمد العبار                                   | الموقع الرسمي                                                 |         |
| مدينة جازان للصناعات الأساسية والتحويلية    | إقتصادي                | 2006م       | منطقة جازان               |      | الهيئة الملكية للجبيل وينبع                   | الموقع الرسمي نسخة محفوظة 15 مارس 2016 على موقع واي باك مشين. |         |
| وعد الشمال                                  | المعادن                | 2012م       | منطقة الحدود الشمالية     |      | الهيئة السعودية للمدن الصناعية ومناطق التقنية |                                                               |         |
| ينبع الصناعية                               | صناعي                  | 1979م       | منطقة المدينة المنورة     |      | الهيئة الملكية للجبيل وينبع                   | الموقع الرسمي                                                 |         |

## أخرى
نشاطات أخرى
| اسم                                               | التخصص والمجال         | سنة التأسيس | المقر الرئيسي | فروع | الرئيس                       | موقع إلكتروني | ملاحظات |
| ------------------------------------------------- | ---------------------- | ----------- | ------------- | ---- | ---------------------------- | ------------- | ------- |
| الاتحاد السعودي للأمن السيبراني والبرمجة والدرونز | الأمن السيبراني        | 2017م       | الرياض        |      | فيصل الخميسي                 | الموقع الرسمي | -       |
| الجمارك السعودية                                  | الإجراءات الجمركية     | 1925م       | الرياض        |      | محمد بن عبدالله الجدعان      | الموقع الرسمي | -       |
| الهلال الأحمر السعودي                             | خدمات طبية إسعافية     | 1933م       | الرياض        |      | جلال العويسي                 | الموقع الرسمي | -       |
| رئاسة هيئة الأركان العامة للقوات المسلحة          | تنظيم البرامج العسكرية | 2018م       | الرياض        |      | الأمير محمد بن سلمان آل سعود |               | -       |